# Penzance
Pennsans, anglicky Penzance (oba názvy se vyslovují /pɛnˈzæns/), je nejzápadnější a téměř i nejjižnější větší město Spojeného království Velké Británie a Severního Irska. Název pochází z místního jazyka, keltské kornštiny a znamená svatý mys. Tento název pravděpodobně naráží na historický kostel sv. Antonína, který kdysi stál po tisíc let na místě dnešního přístavu. Po staletí byla symbolem města odkazující hlava svatého Jana Křtitele.

## Geografie
Pennsans se nalézá 500 km jihozápadně od Londýna, 200 km od nejbližšího bretonského přístavu Rosko (Roscoff), stejná vzdálenost jej dělí na severu od jihovelšského Aberdaugleddau (Milford Haven) a 300 km severozápadně leží irské město Corcaigh (Cork). Město se nachází na severních březích průlivu La Manche v oblasti tzv. Kornské riviéry, což jsou klimatické lázně s příjemným, vyrovnaným klimatem a na britské poměry mimořádně vysokým počtem slunečního svitu, asi 1650–1800 hodin ročně. Průměrná roční teplota dosahuje asi 11,5 °C; letní denní teploty sahají k 20 °C, noční klesají na 14 °C. V zimě se teploty drží na 9 °C ve dne a na 6 °C v noci; významně se zde projevují silné západní proudění z Atlantiku. Město se nachází na jihu unitárního hrabství a historického vévodství Kernow – Cornwall. Pennsans je centrem okresu na nejzápadnějším anglickém poloostrově Pennwydh (penn = výběžek pevniny, wydh = na konci), anglický kalk tohoto jména také Land's End. Západně od města se nachází nejzápadnější pevninský bod ostrova Velká Británie, mys Penn-an-Wlas či anglicky Land's End.

## Dějiny města Pennsans
Místní osídlení sahá dávno do doby bronzové, ale podstatnější archeologické památky máme teprve z dob středověku. První písemná památka hovořící o Pensans je datována do r. 1284. Obec obdržela právo pořádat trhy v r. 1332 od krále Eduarda III. a královské trhy od r. 1404. Právě díky nim získala obec důležitosti a vyvinula se postupně v okresní město. Význam města v novověku byl symbolizován jeho účastí na tzv. Stannary Parliamentu, samosprávnému orgánu měst těžících a zpracovávajících místní cín, mezi léty 1633 až 1838. Ulice s místem původních trhů se dodnes nazývá Market Jew St. (tj. Ulice čtvrtečních trhů v kornštině). Pennsans má vlastní rybářský přístav nejméně od počátku 14. století, od r. 1512 mohla v přístavu vybírat poplatky za jeho užívání. Ve středověku a hluboko do novověku bylo město a celý Cornwall objektem kořistnických výprav berberských pirátů. Krom pirátů ohrožovaly tento kraj i evropské armády; španělská Armada vyplenila a zničila okres Pennwydh v r. 1588 a znovu v r. 1595. Pensans neušetřil ani mor; ten zahubil v letech 1578 a 1647 10-15% místních obyvatel. Obec byla povýšena na samosprávné město (borough) v roce 1614 a hned následujícího roku se město dohodlo se svým vlastníkem o rozšíření svých práv výměnou za každoroční poplatek, který byl placen až do r. 1936. Město obývalo v r. 1801 na 2,300 obyvatel, v r. 1901 se zvýšil na 3,100 a tento počet se zesedminásobil do dnešního dne (dnes má 21 000 obyvatel). V polovině 19. století došlo k vydláždění městských ulic a k zavedení veřejného osvětlení, v r. 1852 byla do města zavedena železniční trať z města Rysdruth, která byla rozšířena do hlavního města Cornwallu Truru, později do Plymouthu a Londýna. Tato trať umožnila místním zemědělcům, těžícím z velmi výhodného klimatu, rozvážet rychle se kazící zboží na vzdálené trhy a za lepší ceny. Také umožnila cizím návštěvníkům přijíždět od r. 1867 pohodlně až na právě vznikající "Kornskou riviéru". V 50. letech 19. století došlo také k podstatnému vylepšení přístavu, stavbě nového mola a majáku. Roku 1912 bylo založeno kino The Savoy, které je dnes údajně nejstarším stále fungujícím kinem v celém Spojeném království.

## 20.-21. století
Ekonomika města je dnes v nedobrém stavu, protože se nachází v jedné z úplně nejchudších oblastí Anglie; trvalá či nová pracovní místa jsou čím dál vzácnější. Situaci dále zhoršují prudce rostoucí ceny nemovitostí, které kupují bohatší Angličané z bohatšího jihovýchodu Anglie, jimž místní nemohou se svou koupěschopností konkurovat. Ceny např. v městě Truru tak během desetiletí vzrostly o 272%. Místní tradiční průmysl, těžba cínu, rybolov a zemědělství, už buď neexistují či poskytují práci zlomku obyvatel, než kdysi. Dnes místo cínu těží místní obyvatelstvo ze svých historických památek i klimatických předností v turistickém průmyslu. Pracovní příležitosti v turistickém průmyslu jsou ale z většiny sezónní záležitost, což dále prohlubuje míru deprivace místních. Město je dnes centrem umění; ve městě je otevřeno několik galerií kreseb/center pro taneční, hudební a divadelní činnost; např. Acorn Arts Centre, Newlyn Art Gallery či Penlee House. Pennsans hudebně proslavili libretista W. S. Gilbert a A. Sullivan, když zkomponovali v r. 1879 komickou operu Piráti z Pennsans (The Pirates of Penzance).

## Veřejné zahrady
Velkou místní zajímavostí jsou zahrady exotického charakteru Morrab, nacházející se v městském centru. Zde lze nalézt od r. 1889 na 1,2 ha pod širým nebem celou řadu subtropických a středozemních rostlin, které zde rostou nejseverněji vůbec. K zahradě náleží i knihovna Morrab, v zahradě pak stojí búrský válečný památník.

## Sport
V Pensans je nejlepší cornwallský ragbyový tým "Piráti Pennsans", ve městě je tradice fotbalu (tým A.F.C. Penzance), kriketu a je zde též běžecký (triatlonový) klub. Vzhledem ke své poloze je město střediskem jachet a plachetnic.

## Náboženství
Pensans je tradičně křesťanská, metodistická bašta, ale religiozita místních vyjde najevo při pouhém výčtu bohoslužebných míst v provozu; z původních šesti metodistických kostelů dnes plní svou funkci pouze dva, další funkční kostely zahrnují jeden kostel římskokatolický, dva kostely anglikánské církve, dva kostely evangelické nezávislé církve, jeden baptistický kostel, jeden pohanský svatostánek a jedno místo setkávání buddhistů.

## Hora Sv. Michala
V zálivu u Pennsans stojí monumentální, nicméně rozlohou nevýznamný ostrůvek Svatého Michala (kornský název Karrek Loes y'n Koes neboli Šedá skála v lesích, název starý minimálně 2 500 let) se zahradami a ruinami středověkého hradu, původně ve vnitrozemí, dnes mořem oddělený od pevniny. Jedná se o méně známou místní verzi normandské ikonické hory St. Michel.

## Osobnosti narozené v Pensans
- Sir Humphry Davy (1776-1829), významný chemik, vynálezce Davyho lampy a první, kdo popsal a stvořil některé chemické sloučeniny
- Brenda Wootton (1928-1994), mezinárodně věhlasná zpěvačka zpívající mimo jiné tradiční písničky v kornštině

## Partnerská města
- Konk Kerne / Concarneau (Bretaň, Francie) – název města znamená Kornský Záliv v bretonštině
- Bendigo (Stát Victoria, Austrálie)
- Nevada City (Kalifornie, USA)
- Cuxhaven (Dolní Sasko, Spolková republika Německo)

## Galerie

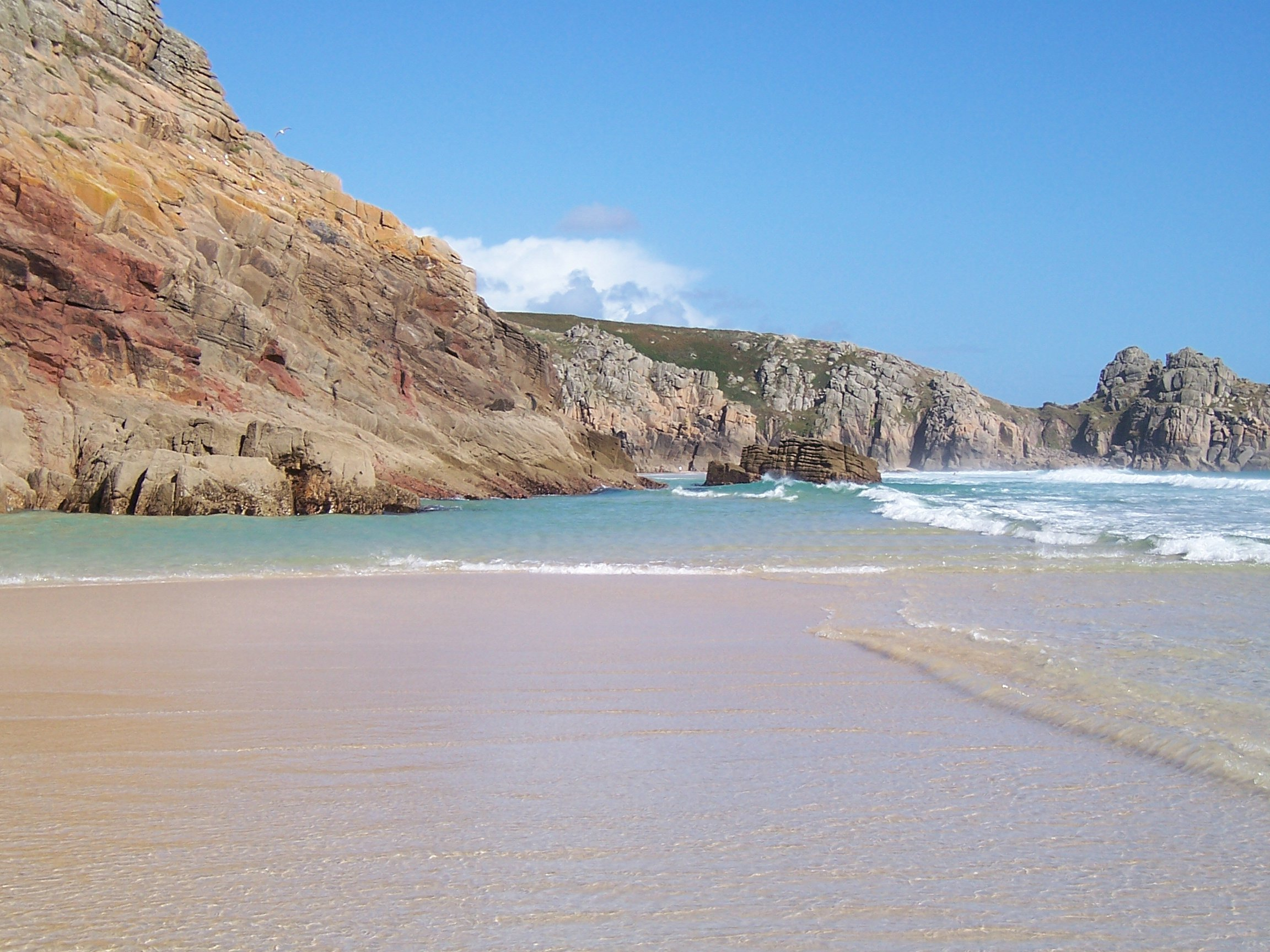
Pláž nalézající se jižně od Pensans.
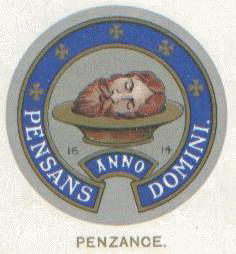
Pečeť města Pensans, používaná v městském znaku mezi roky 1614–1934 a nyní pečeť starosty
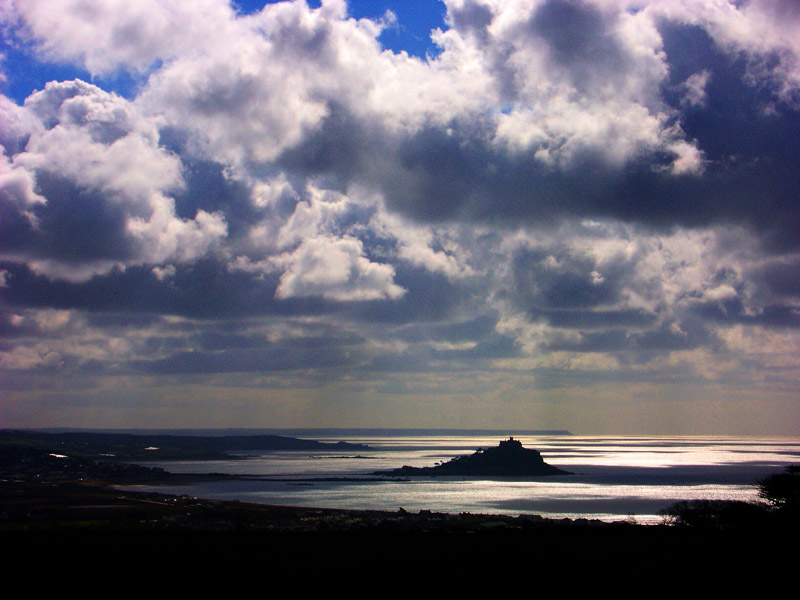
Hora sv. Michala v zálivu města Pensans
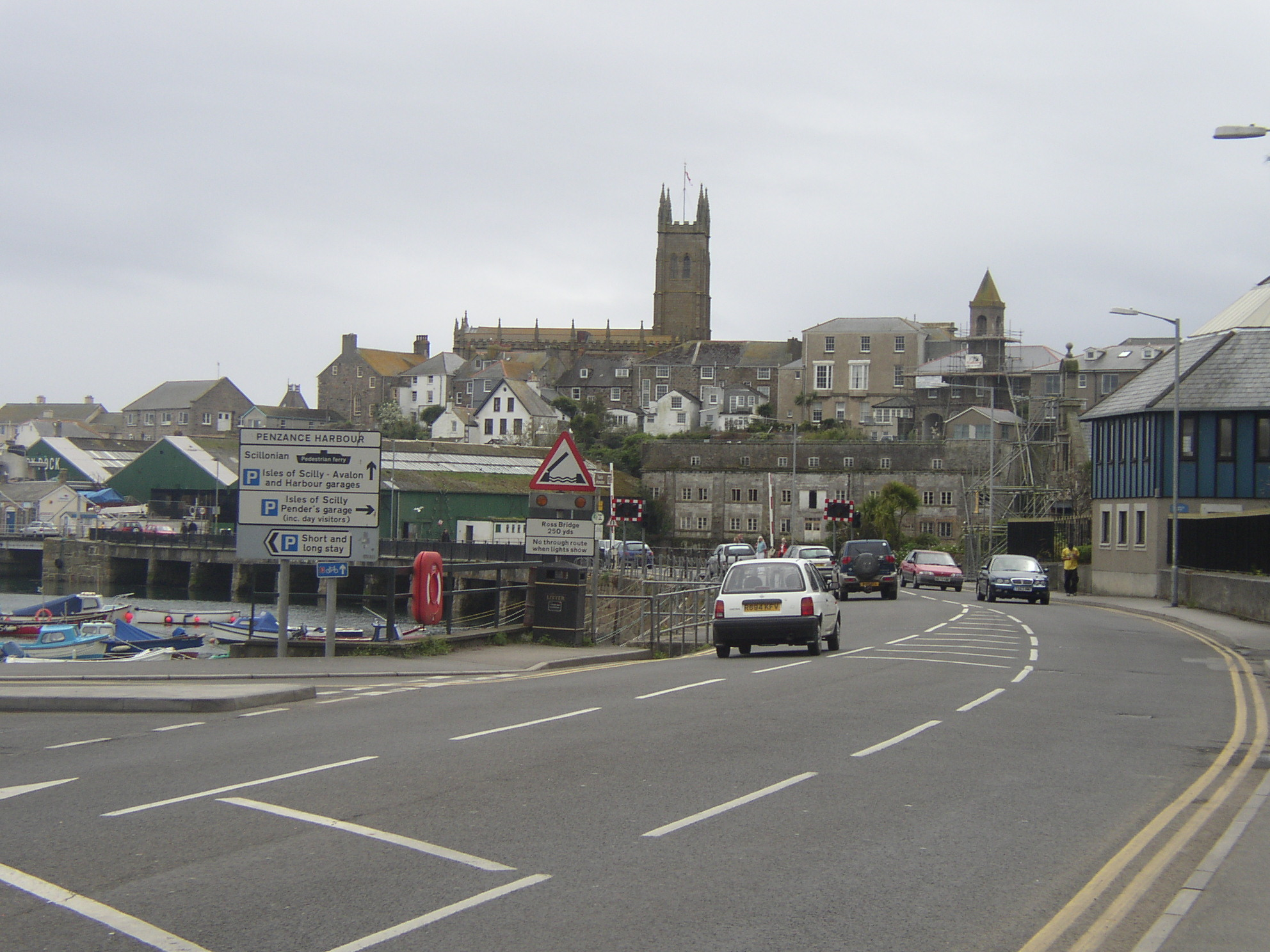
Centrum města Pensans s kostelem sv. Marie
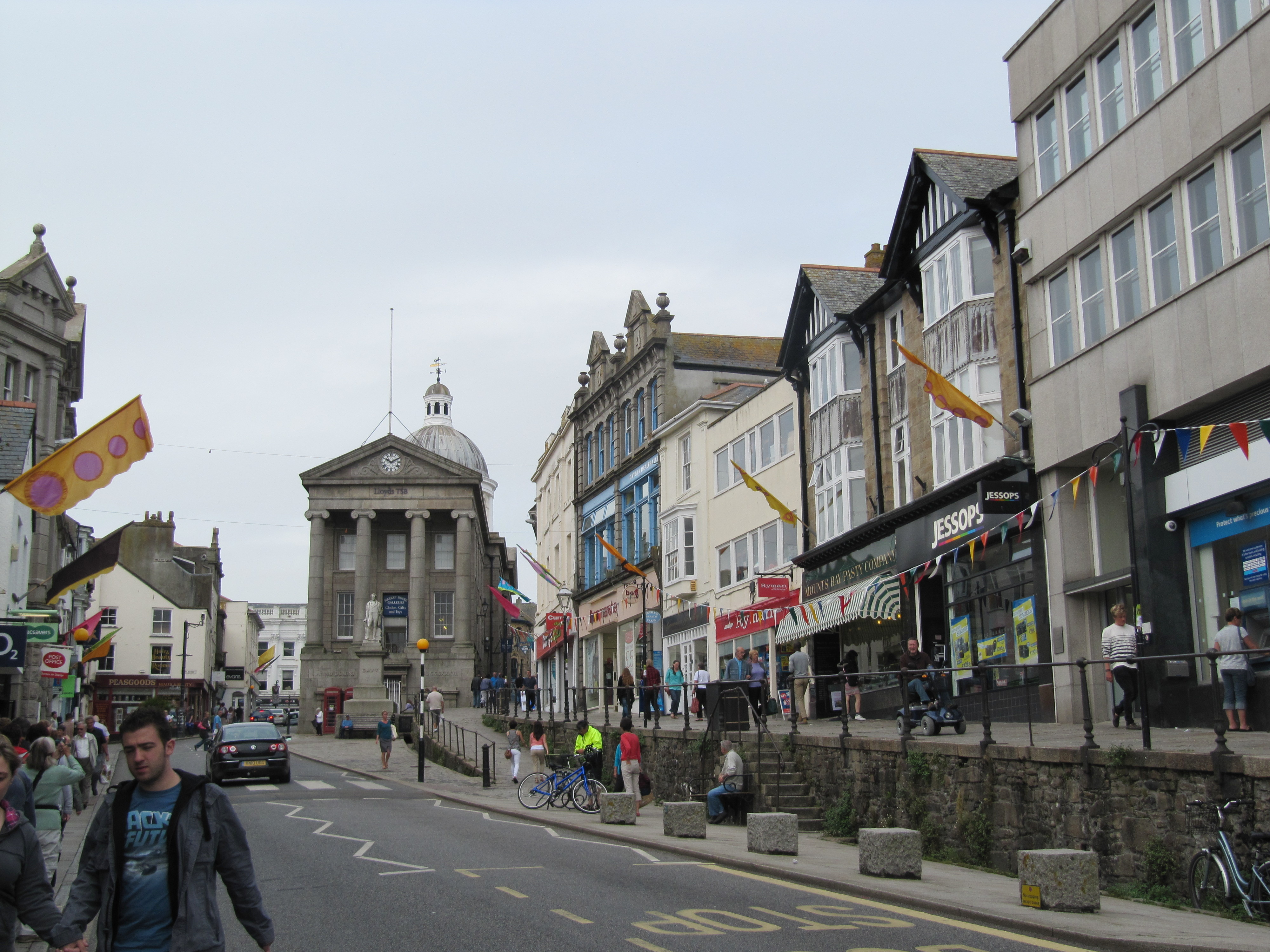
Hlavní ulice Market Jew Street s budovou Market House a pomníkem rodákovi Humphrey Davymu